# Szjarhej Szcjapanavics Linh
Szjarhej Szcjapanavics Linh (belaruszul: Сяргей Сцяпанавіч Лінг, oroszul:Сергей Степанович Линг; Minszk, 1937. május 7. –) fehérorosz politikus és agronómus. Fehéroroszország miniszterelnöke volt 1996 és 2000 között, valamint 2000 és 2002 között Fehéroroszország állandó képviselője az Egyesült Nemzetek Szervezeténél.